# Le Bémont
Le Bémont (hist. Hübschenberg) − miejscowość i gmina w północno-zachodniej Szwajcarii, w kantonie Jura, w okręgu Franches-Montagnes. 

## Demografia
W Le Bémont mieszkają 324 osoby. W 2020 roku 1,9% populacji gminy stanowiły osoby urodzone poza Szwajcarią. 

## Transport
Przez teren gminy przebiega droga główna nr 18. 